# Лурано
Лурано (итал. Lurano) — коммуна в Италии, находится в регионе Ломбардия, подчиняется административному центру Бергамо.
Население составляет 2093 человека, плотность населения составляет 698 чел./км². Занимает площадь 3 км². Почтовый индекс — 24050. Телефонный код — 035.
Покровителем коммуны почитается священномученик Лин, папа Римский, празднование 23 сентября.